# Indonesia International 2022
Die Indonesia International 2022 im Badminton fanden vom 27. September bis zum 2. Oktober 2022 unter dem Namen Mansion Sport Indonesia International Challenge 2022 in Yogyakarta statt.

## Sieger und Platzierte
| Disziplin    | Gold                                           | Silber                               | Bronze                                               |
| ------------ | ---------------------------------------------- | ------------------------------------ | ---------------------------------------------------- |
| Herreneinzel | Lin Kuan-ting                                  | Keita Makino                         | Ikhsan Leonardo Imanuel Rumbay                       |
| Herreneinzel | Lin Kuan-ting                                  | Keita Makino                         | Panji Ahmad Maulana                                  |
| Dameneinzel  | Ester Nurumi Tri Wardoyo                       | Komang Ayu Cahya Dewi                | Gabriela Meilani Moningka                            |
| Dameneinzel  | Ester Nurumi Tri Wardoyo                       | Komang Ayu Cahya Dewi                | Siti Sarah Azzahra                                   |
| Herrendoppel | Takumi Nomura Yuichi Shimogami                 | Berry Angriawan Rian Agung Saputro   | Teges Satriaji Cahyo Hutomo Christopher David Wijaya |
| Herrendoppel | Takumi Nomura Yuichi Shimogami                 | Berry Angriawan Rian Agung Saputro   | Kenas Adi Haryanto Reinard Dhanriano                 |
| Damendoppel  | Anggia Shitta Awanda Putri Larasati            | Sung Yu-hsuan Wang Szu-min           | Nattamon Laisuan Alisa Sapniti                       |
| Damendoppel  | Anggia Shitta Awanda Putri Larasati            | Sung Yu-hsuan Wang Szu-min           | Ridya Aulia Fatasya Kelly Larissa                    |
| Mixed        | Akbar Bintang Cahyono Marsheilla Gischa Islami | Adnan Maulana Indah Cahya Sari Jamil | Amri Syanahwi Winny Oktavina Kandow                  |
| Mixed        | Akbar Bintang Cahyono Marsheilla Gischa Islami | Adnan Maulana Indah Cahya Sari Jamil | Jafar Hidayatullah Aisyah Salsabila Putri Pranata    |